# Zapaliczka

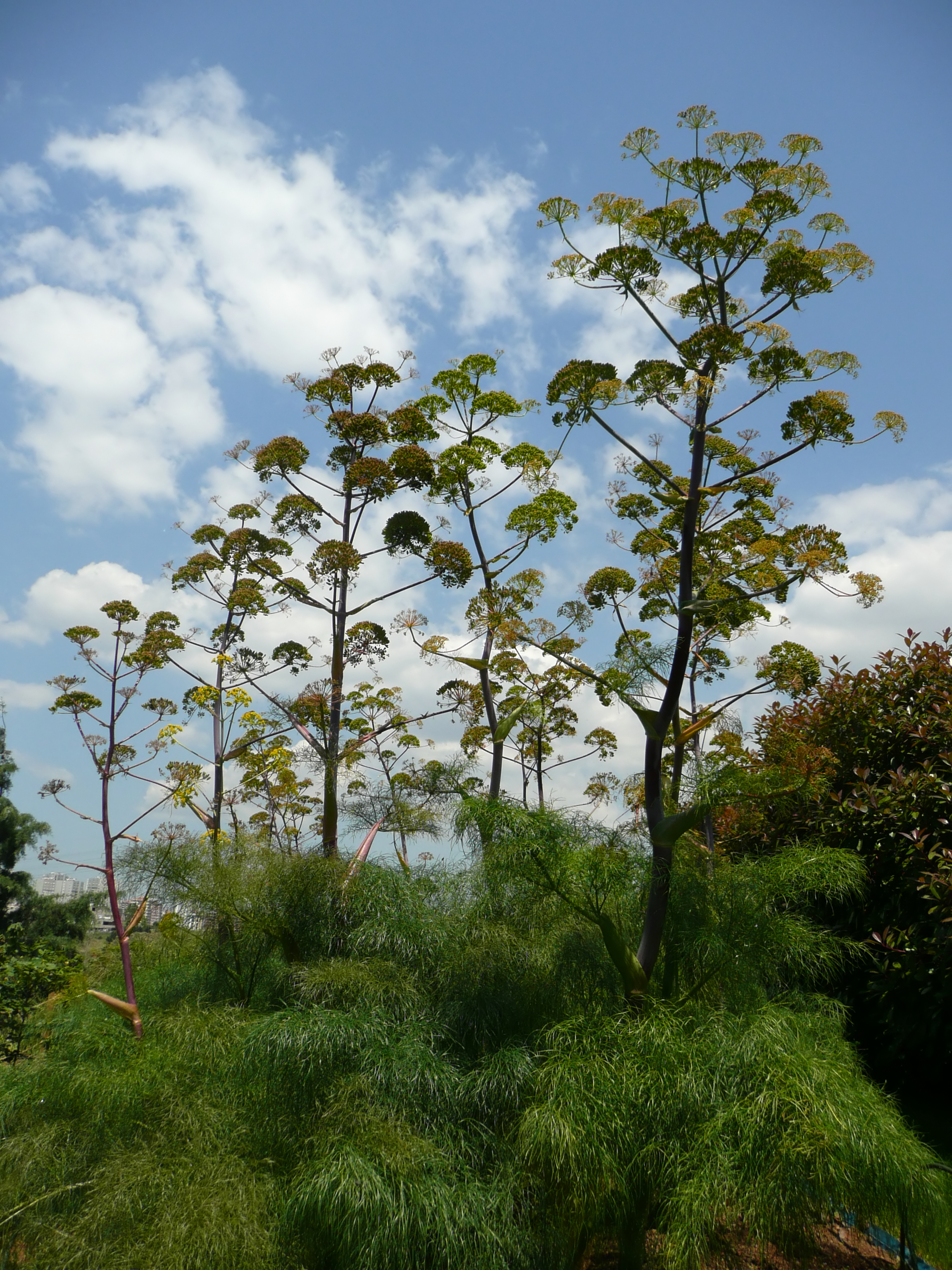
Zapaliczka pospolita

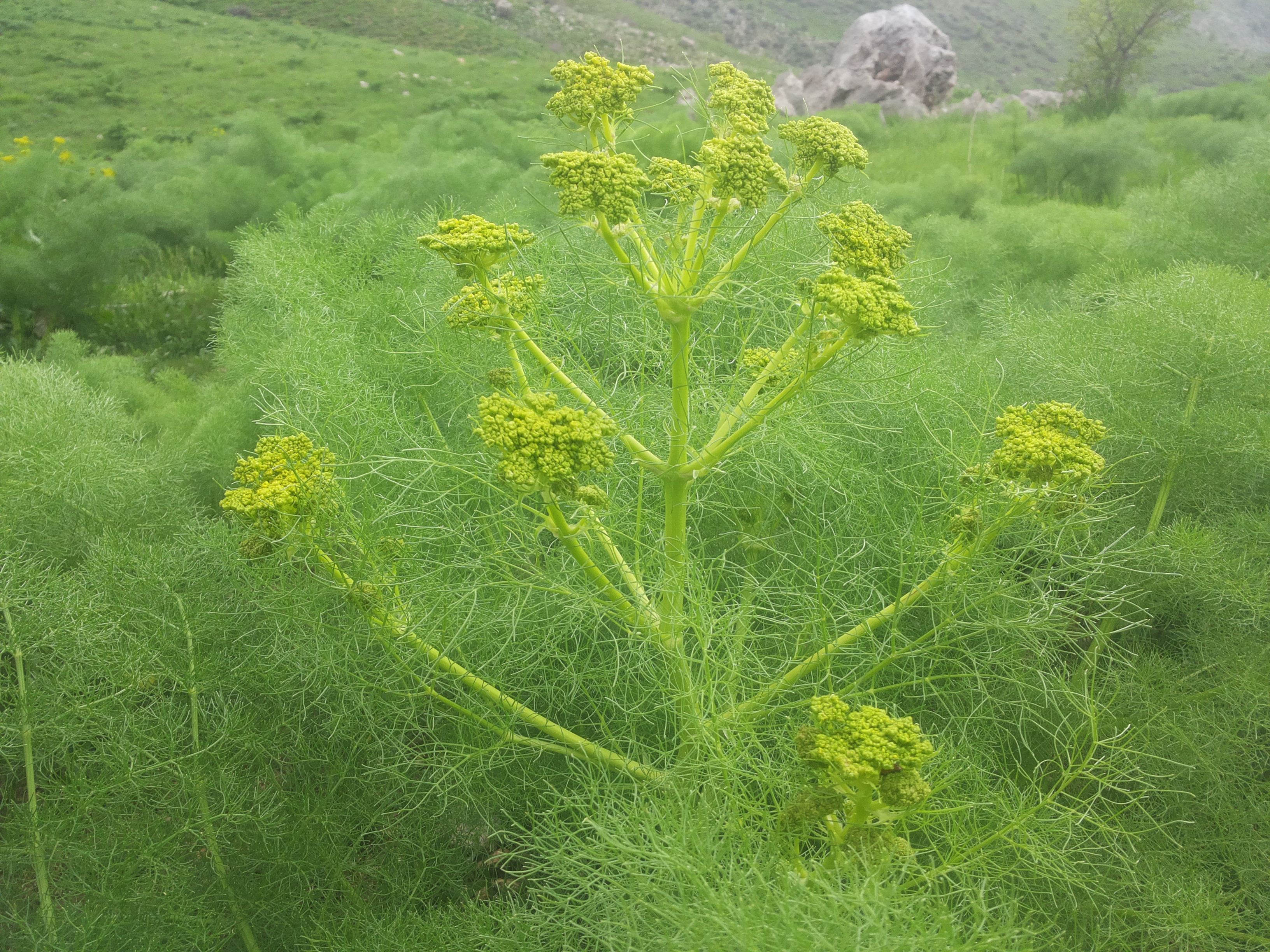
Ferula gummosa

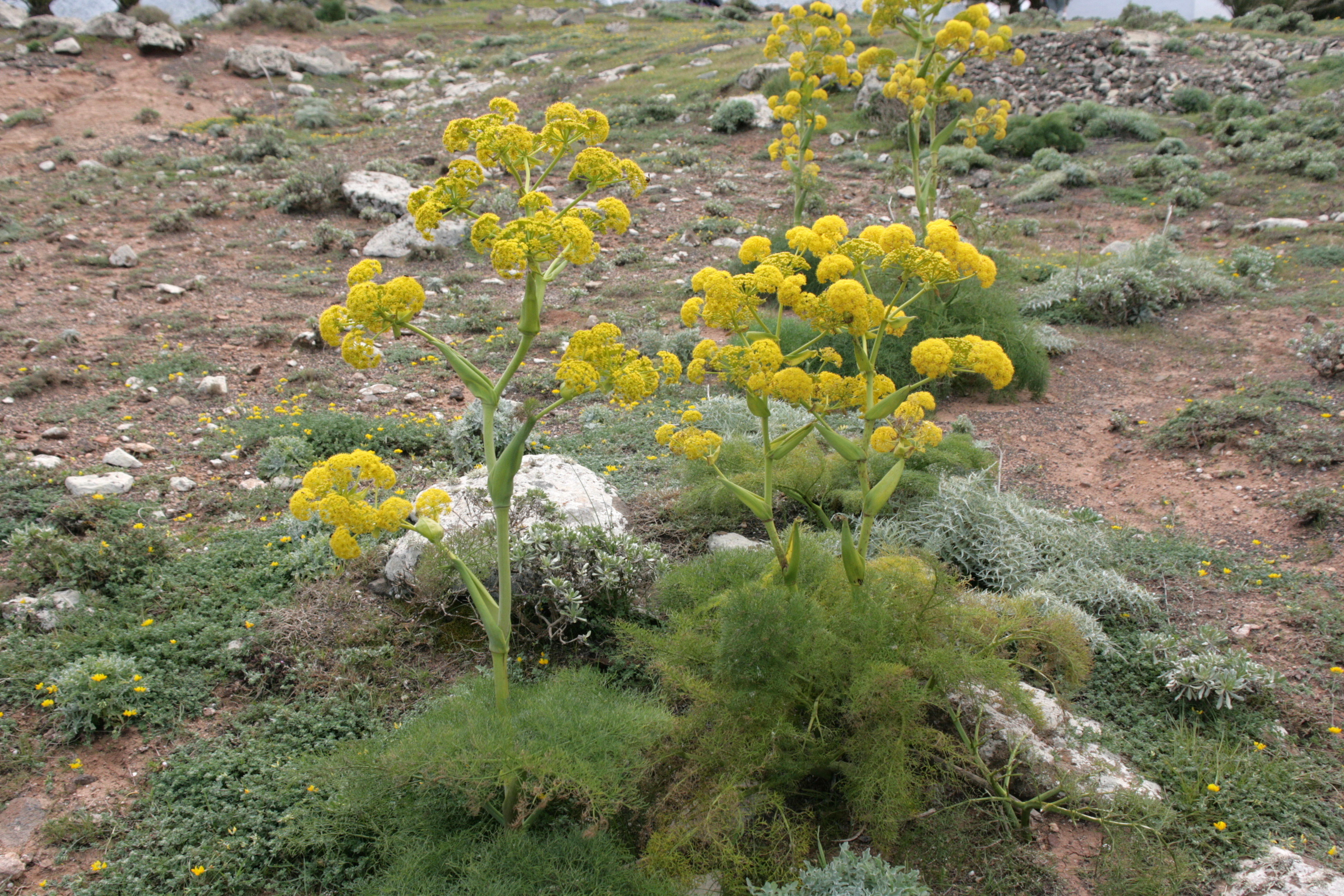
Ferula lancerottensis

Zapaliczka (Ferula) – rodzaj roślin z rodziny selerowatych. Obejmuje ponad 200 gatunków. Najwięcej z nich występuje w południowo-zachodniej i centralnej Azji, ale przedstawiciele rodzaju rosną na rozległym obszarze od basenu Morza Śródziemnego wraz z północną Afryką i południową Europą, po Chiny. Zasiedlają zwykle obszary suche, miejsca nasłonecznione, zbiorowiska trawiaste i stoki wzgórz. Kwiaty zapylane są głównie przez muchówki.
Rośliny te są zasobne w gumy i żywice, dlatego od dawnych czasów wykorzystywane są w ziołolecznictwie, w kadzidłach oraz jako przyprawy. Ze względu na okazałe rozmiary i efektowny wygląd sadzone są jako rośliny ozdobne w ogrodach. Największe znaczenie użytkowe mają: zapaliczka cuchnąca, Ferula foetida i F. narthex używane jako przyprawy (w Afganistanie zwane „pokarmem bogów”), w Iranie popularne jest ich wykorzystanie w medycynie. Zwłaszcza w przeszłości szeroko ceniono ich tzw. „czarne łajno” – gumożywicę pozyskiwaną z grubych korzeni i stosowaną zwłaszcza w przypadku konwulsji. Z zapaliczki galbanowej i F. rubricaulis pozyskuje się galbanum, także stosowane w medycynie. Z F. moschata pozyskuje się żywicę sumbul stosowaną do aromatyzowania pomieszczeń i jako przyprawę. Korzenie F. hermonis po zaparzeniu dają napar zwany „libańską” lub „ziołową viagrą” (kwas ferulowy wraz z pochodnymi mają rozszerzać naczynia krwionośne). Zapaliczka pospolita jest uprawiana głównie jako roślina ozdobna; stanowi motyw zdobniczy w meblarstwie cypryjskim. Jej suchy pęd, po nasadzeniu na jego końcu szyszki sosnowej, wykorzystywany był jako tyrs (laska Dionizosa). Według mitologii greckiej właśnie takiego tyrsu miał użyć Prometeusz do sprowadzenia ognia dla ludzi. Pęd zapaliczki pali się powoli, zachowując tkankę naczyniową.  
Do tego rodzaju należał też prawdopodobnie mityczny sylfion – roślina współcześnie już nieznana, która stanowiła kluczowy produkt eksportowy Cyrenajki, ceniona w starożytności na równi z cennymi kruszcami, używana jako panaceum i środek wczesnoporonny. 

## Morfologia

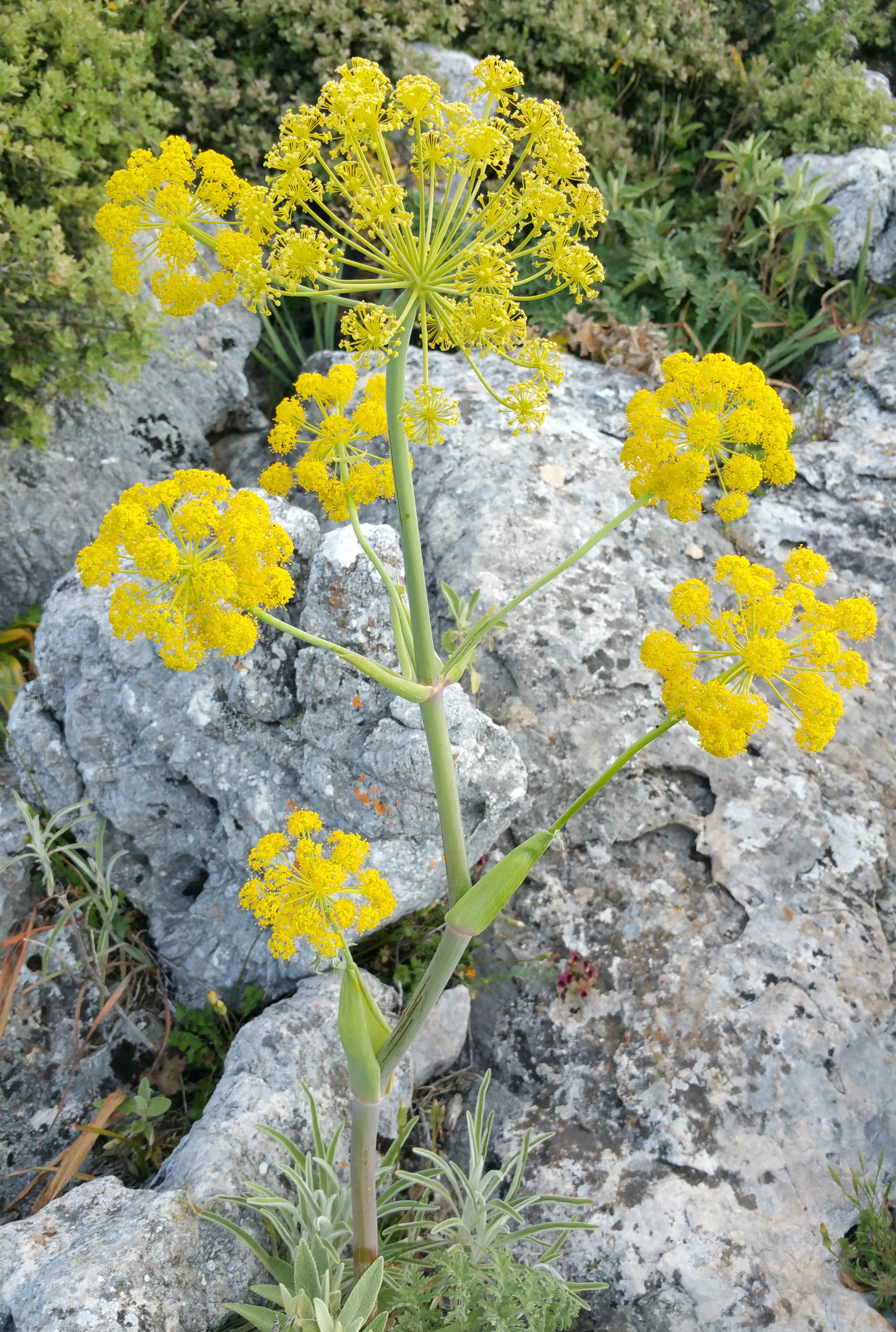
Ferula tingitana

PokrójByliny zakwitające regularnie lub monokarpiczne (obumierające po wydaniu owoców). Zwykle rośliny wysokie (nawet do 5 m wysokości), o pędach rozgałęziających się, czasem naprzeciwlegle lub okółkowo, u nasady często osłonięte włóknistymi pozostałościami martwych pochew liściowych, często o zapachu czosnku. Korzeń palowy, zwykle tęgi.
LiścieLiście ogonkowe i z okazałą pochwą. Blaszka liściowa kilkukrotnie pierzastozłożona lub pierzastosieczna (od 2 do 4-krotnie). Dolne liście duże i szerokie, wyższe liście łodygowe coraz mniejsze. Odcinki liści często włosowato cienkie.
KwiatyZebrane w baldachy, pod którymi brak pokryw i pokrywek lub są odpadające. Centralny baldach w kwiatostanie złożonym ma zawsze kwiaty obupłciowe, podczas gdy w brzeżnych baldachach kwiaty mogą być obupłciowe lub tylko męskie. Poszczególne kwiaty drobne. Kielich z drobnymi ząbkami, czasem całkiem zredukowanymi. Korona kwiatu żółta, jasnożółta lub zielonkawożółta, tworzona przez pięć płatków jajowatych, na końcach zaostrzonych i zagiętych do środka kwiatu. Pręcików 5. Zalążnia dolna, dwukomorowa, w każdej komorze z pojedynczym zalążkiem.
OwoceDuże, eliptyczne do jajowato-kulistych, silnie spłaszczone i ożebrowane rozłupki, z boków żebra oskrzydlone.

## Systematyka
Rodzaj z podplemienia Ferulinae w obrębie plemienia Scandiceae w podrodzinie Apioideae z rodziny selerowatych Apiaceae.
Wykaz gatunków (tylko nazwy zweryfikowane)
- Ferula afghanica Gilli
- Ferula akitschkensis B.Fedtsch. ex Koso-Pol.
- Ferula alaica Pimenov & Melibaev
- Ferula alliacea Boiss.
- Ferula amanicola Hub.-Mor. & Pesmen
- Ferula anatolica Boiss.
- Ferula angreni Korovin
- Ferula armandi Mouterde
- Ferula arrigonii Bocchieri
- Ferula assa-foetida L. – zapaliczka cuchnąca
- Ferula atlantica Elalaoui & Cauwet
- Ferula badrakema Koso-Pol.
- Ferula baluchistanica Kitam.
- Ferula barbeyi Post
- Ferula behboudiana (Rech.f. & Esfand.) D.F.Chamb.
- Ferula bilasi Post
- Ferula biverticellata J.Thiébaut
- Ferula blanchei Boiss.
- Ferula botschantzevii Korovin
- Ferula brevipedicellata Peșmen ex Sağıroğlu & H.Duman
- Ferula bungeana Kitag.
- Ferula calcarea Pimenov
- Ferula canescens (Ledeb.) Ledeb.
- Ferula caspica M.Bieb.
- Ferula caucasica Korovin
- Ferula ceratophylla Regel & Schmalh.
- Ferula clematidifolia Koso-Pol.
- Ferula communis L. – zapaliczka pospolita
- Ferula conocaula Korovin
- Ferula coskunii H.Duman & Sağıroğlu
- Ferula costata Korovin ex Nasir
- Ferula cupularis (Boiss.) Spalik & S.R.Downie
- Ferula cypria Post
- Ferula czatkalensis Pimenov
- Ferula daninii Zohary
- Ferula decurrens Korovin
- Ferula dictyocarpa Rech.f.
- Ferula dissecta (Ledeb.) Ledeb.
- Ferula diversivittata Regel & Schmalh.
- Ferula drudeana Korovin
- Ferula dshizakensis Korovin
- Ferula dubjanskyi Korovin
- Ferula duranii Sağıroğlu & H.Duman
- Ferula elaeochytris Korovin
- Ferula elbursensis (Mozaff.) Spalik & S.R.Downie
- Ferula equisetacea Koso-Pol.
- Ferula euxina Pimenov
- Ferula fedoroviorum Pimenov
- Ferula fedtschenkoana Koso-Pol.
- Ferula ferganensis Lipsky ex Korovin
- Ferula ferulioides (Steud.) Korovin
- Ferula flabelliloba Rech.f. & Aellen
- Ferula foetida (Bunge) Regel
- Ferula foetidissima Regel & Schmalh.
- Ferula fontqueri Jury
- Ferula fukanensis K.M.Shen
- Ferula gabrielii Rech.f.
- Ferula ghorana Rech.f.
- Ferula gigantea B.Fedtsch.
- Ferula glaberrima Korovin
- Ferula glabra Rech.f. & Riedl
- Ferula glauca L.
- Ferula glaucopruinosa (Rech.f.) Akhani
- Ferula gouliminensis Elalaoui & Cauwet
- Ferula gracilis (Ledeb.) Ledeb.
- Ferula grigoriewii B.Fedtsch.
- Ferula groessingii Riedl & Riedl-Dorn
- Ferula gummosa Boiss. – zapaliczka galbanowa
- Ferula gypsacea Korovin
- Ferula halophila Peșmen
- Ferula haussknechtii H.Wolff ex Rech.f.
- Ferula hedgeana Pimenov & Kljuykov
- Ferula heratensis Rech.f.
- Ferula hermonis Boiss.
- Ferula heuffelii Griseb. ex Heuff.
- Ferula hexiensis K.M.Shen
- Ferula hezarlalehzarica Ajani
- Ferula hindukushensis Kitam.
- Ferula huber-morathii Peșmen
- Ferula iliensis Krasn. ex Korovin
- Ferula inciso-serrata Pimenov & J.V.Baranova
- Ferula jaeschkeana Vatke
- Ferula juniperina Forovin
- Ferula kandaharica Rech.f.
- Ferula karakalensis Korovin
- Ferula karatavica Regel & Schmalh.
- Ferula karataviensis (Regel & Schmalh.) Korovin ex Pavlov
- Ferula karategina Lipsky ex Korovin
- Ferula karelinii Bunge
- Ferula kashanica Rech.f.
- Ferula kelifi Korovin
- Ferula kelleri Koso-Pol.
- Ferula kingdon-wardii H.Wolff
- Ferula kirialovii Pimenov
- Ferula kokanica Regel & Schmalh.
- Ferula korshinskyi Korovin
- Ferula koso-poljanskyi Korovin
- Ferula krylovii Korovin
- Ferula kuhistanica Korovin
- Ferula kyzylkumica Korovin
- Ferula lancerotensis Parl. ex Hartung
- Ferula lapidosa Korovin
- Ferula laseroides (Akhani) Spalik & S.R.Downie
- Ferula latiloba Korovin
- Ferula latipinna A.Santos
- Ferula latisecta Rech.f. & Aellen
- Ferula lehmannii Boiss.
- Ferula leiophylla Korovin
- Ferula leucographa Korovin
- Ferula licentiana Hand.-Mazz.
- Ferula linczevskii Korovin
- Ferula lipskyi Korovin
- Ferula lithophila Pimenov
- Ferula litwinowiana Koso-Pol.
- Ferula longipedunculata Peșmen
- Ferula longipes Coss. ex Bonnier & Maury
- Ferula loscosii (Lange) Willk.
- Ferula lutensis Rech.f.
- Ferula lycia Boiss.
- Ferula macrocolea Boiss.
- Ferula malacophylla Pimenov & J.V.Baranova
- Ferula marmarica Asch. & Taub. ex Asch. & Schweinf.
- Ferula mervynii Sağıroğlu & H.Duman
- Ferula microcolea (Boiss.) Boiss.
- Ferula mogoltavica Lipsky ex Korovin
- Ferula mollis Korovin
- Ferula mongolica (V.MVinogr. & Kamelin) V.M.Vinogr. & Kamelin
- Ferula moschata (H.Reinsch) Koso-Pol.
- Ferula myrioloba Rech.f.
- Ferula narthex Boiss.
- Ferula negevensis Zohary
- Ferula nevskii Korovin
- Ferula nuda Spreng.
- Ferula nuratavica Pimenov
- Ferula nuristanica Rech.f.
- Ferula olivacea (Diels) H.Wolff
- Ferula oopoda (Boiss. & Buhse) Boiss.
- Ferula orbicularis Post ex Beauverd & Zohary
- Ferula orientalis L.
- Ferula ovczinnikovii Pimenov
- Ferula ovina (Boiss.) Boiss.
- Ferula pachycaulos Rech.f.
- Ferula pachyphylla Korovin
- Ferula pallida Korovin
- Ferula palmyrensis Post & Beauverd
- Ferula parva Freyn & Bornm.
- Ferula penninervis Regel & Schmalh.
- Ferula persica Willd.
- Ferula peucedanifolia Willd.
- Ferula pimenovii Lazkov
- Ferula plurivittata Korovin
- Ferula potaninii Korovin ex Pavlov
- Ferula prangifolia Korovin
- Ferula pratovii F.O.Khasanov & I.I.Mal'tsev
- Ferula pseudalliacea Rech.f.
- Ferula racemosoumbellata (Gilli) Rech.f.
- Ferula rechingeri D.F.Chamb.
- Ferula renardii (Regel & Schmalh.) Pimenov
- Ferula rigidula Fisch. ex DC.
- Ferula rubricaulis Boiss.
- Ferula rubroarenosa Korovin
- Ferula rutbaensis C.C.Towns.
- Ferula sadleriana Ledeb.
- Ferula samariae Zohary & P.H.Davis
- Ferula samarkandica Korovin
- Ferula sauvagei Elalaoui & Cauwet
- Ferula schtschurowskiana Regel & Schmalh.
- Ferula seravschanica Pimenov & J.V.Baranova
- Ferula serpentinica Rech.f.
- Ferula sharifii Rech.f. & Esfand.
- Ferula sibirica Willd.
- Ferula sinaica Boiss.
- Ferula sinkiangensis K.M.Shen
- Ferula sjugatensis Bjat.
- Ferula songarica Pall. ex Schult.
- Ferula sphenobasis C.C.Towns.
- Ferula stenocarpa Boiss. & Hausskn.
- Ferula stenoloba Rech.f.
- Ferula stewartiana O.E.Schulz
- Ferula subtilis Korovin
- Ferula sugatensis Bajtenov
- Ferula syreitschikowii Koso-Pol.
- Ferula szowitziana DC.
- Ferula tabasensis Rech.f.
- Ferula tadshikorum Pimenov
- Ferula tatarica Fisch. ex Spreng.
- Ferula taucumica Baitenov
- Ferula tenuisecta Korovin
- Ferula tenuissima Hub.-Mor. & Pesmen
- Ferula teterrima Kar. & Kir.
- Ferula thomsonii C.B.Clarke
- Ferula tingitana L.
- Ferula trachelocarpa Rech.f.
- Ferula trachyphylla Rech.f. & Riedl
- Ferula transiliensis (Herder) Pimenov
- Ferula tschimganica Lipsky ex Korovin
- Ferula tschuiliensis Bajtenov
- Ferula tuberifera Korovin
- Ferula tunetana Pomel ex Batt.
- Ferula turcomanica (Schischk.) Pimenov
- Ferula ugamica Korovin
- Ferula varia (Schrenk) Trautv.
- Ferula vesceritensis Coss. & Durieu ex Trab.
- Ferula vicaria Korovin
- Ferula violacea Korovin
- Ferula xanthocarpa Rech.f.
- Ferula xeromorpha Korovin
- Ferula xylorhachis Rech.f.